# Txórnix
Txórnix (en rus: Чёрныш) és un poble de la República de Komi, a Rússia, segons el cens del 2010 tenia 349 habitants.